# Satish Shah
Satish Beri Shah, noto come Satish Shah (Jabalpur, 15 gennaio 1960), è un attore indiano.
È noto a Bollywood in prevalenza per i suoi film comici.

## Filmografia parziale

### Cinema
- Stuntman, regia di Deepak Balraj Vij (1994)
- Judwaa, regia di David Dhawan (1997)
- Aar Ya Paar, regia di Ketan Mehta (1997)
- Vogliamo essere amici? (Mujhse Dosti Karoge!), regia di Kunal Kohli (2002)
- Tujhe Meri Kasam, regia di Vijay K. Bhaskar (2003)
- Chalte Chalte, regia di Aziz Mirza (2003)
- Un padre per mio figlio (Kuch Naa Kaho), regia di Rohan Sippy (2003)
- Tomorrow May Never Come (Kal Ho Naa Ho), regia di Nikhil Advani (2003)
- Main Hoon Na, regia di Farah Khan (2004)
- La paura nel cuore (Fanaa), regia di Kunal Kohli (2006)
- Sandwich, regia di Anees Bazmee (2006)
- Om Shanti Om, regia di Farah Khan (2007)